# Гудмен (Міссурі)
Гудмен (англ. Goodman) — місто (англ. city) в США, в окрузі Макдональд штату Міссурі. Населення — 1202 особи (2020).

## Географія
Гудмен розташований за координатами 36°44′20″ пн. ш. 94°24′33″ зх. д. / 36.73889° пн. ш. 94.40917° зх. д. (36.738821, -94.409167).  За даними Бюро перепису населення США в 2010 році місто мало площу 3,44 км², уся площа — суходіл.

## Демографія
Згідно з переписом 2010 року, у місті мешкало 1248 осіб у 450 домогосподарствах у складі 308 родин. Густота населення становила 363 особи/км².  Було 504 помешкання (147/км²).
Расовий склад населення:
| - 88,0 % — білих - 3,5 % — вихідців з тихоокеанських островів - 1,9 % — корінних американців - 0,5 % — азіатів - 0,1 % — чорних або афроамериканців - 2,6 % — осіб інших рас |

До двох чи більше рас належало 3,4 %. Частка іспаномовних становила 3,9 % від усіх жителів.
За віковим діапазоном населення розподілялося таким чином: 29,2 % — особи молодші 18 років, 57,7 % — особи у віці 18—64 років, 13,1 % — особи у віці 65 років та старші. Медіана віку мешканця становила 32,2 року. На 100 осіб жіночої статі у місті припадало 99,7 чоловіків;  на 100 жінок у віці від 18 років та старших — 102,8 чоловіків також старших 18 років.
Середній дохід на одне домашнє господарство  становив 50 598 доларів США (медіана — 40 438), а середній дохід на одну сім'ю — 60 448 доларів (медіана — 51 833). Медіана доходів становила 32 228 доларів для чоловіків та 25 278 доларів для жінок. За межею бідності перебувало 13,6 % осіб, у тому числі 16,4 % дітей у віці до 18 років та 12,2 % осіб у віці 65 років та старших.
Цивільне працевлаштоване населення становило 524 особи. Основні галузі зайнятості: виробництво — 23,7 %, освіта, охорона здоров'я та соціальна допомога — 17,0 %, роздрібна торгівля — 13,4 %, будівництво — 10,9 %.